# Majholi
Majholi là một thị xã và là một nagar panchayat của quận Jabalpur thuộc bang Madhya Pradesh, Ấn Độ.

## Địa lý
Majholi có vị trí 23°30′B 79°55′Đ / 23,5°B 79,92°Đ Nó có độ cao trung bình là 385 mét (1263 feet).

## Nhân khẩu
Theo điều tra dân số năm 2001 của Ấn Độ, Majholi có dân số 11.308 người. Phái nam chiếm 52% tổng số dân và phái nữ chiếm 48%. Majholi có tỷ lệ 65% biết đọc biết viết, cao hơn tỷ lệ trung bình toàn quốc là 59,5%: tỷ lệ cho phái nam là 75%, và tỷ lệ cho phái nữ là 54%. Tại Majholi, 15% dân số nhỏ hơn 6 tuổi.